# World Series of Poker 1998
1998 års World Series of Poker (WSOP) pokerturnering hölls vid Binion's Horseshoe.

## Inledande event
| Event                          | Vinnare         | Pris (USD) | Tvåa              |
| ------------------------------ | --------------- | ---------- | ----------------- |
| $2 000 Limit Hold'em           | Farzad Bonyadi  | $429 940   | Paul Scarim       |
| $1 500 Seven Card Razz         | Doyle Brunson   | $93 000    | Ray Dehkharghani  |
| $1 500 Limit Omaha             | Michael Shadkin | $109 800   | Jan Lundberg      |
| $1 500 Seven Card Stud         | Kirk Morrison   | $148 185   | Max Stern         |
| $1 500 Pot Limit Omaha         | Donnacha O'Dea  | $154 800   | Johnny Chan       |
| $1 500 Seven Card Stud Split   | Tommy Hufnagle  | $139 305   | Don Holt          |
| $2 000 No Limit Hold'em        | Jeff Ross       | $259 000   | Layne Flack       |
| $2 000 Omaha 8 or better       | Chau Giang      | $150 960   | Carl Bailey       |
| $2 000 Pot Limit Hold'em       | Daniel Negreanu | $169 460   | Dominic Bourke    |
| $2 500 Seven Card Stud         | Artie Cobb      | $152 000   | Helmut Koch       |
| $2 500 Pot Limit Omaha         | T.J. Cloutier   | $136 000   | Doyle Brunson     |
| $2 500 Seven Card Stud Split   | Bill Gempel     | $120 000   | Hershey Entin     |
| $3 000 Limit Hold'em           | David Chiu      | $205 200   | Mickey Seagle     |
| $3 000 Omaha 8 or better       | Paul Rowe       | $133 200   | James Van Alstyne |
| $3 000 Pot Limit Hold'em       | Steve Rydel     | $206 400   | Dave Ulliott      |
| $5 000 Deuce to Seven Draw     | Erik Seidel     | $132 750   | Will Wilkinson    |
| $3 000 No Limit Hold'em        | Ken Buntjer     | $268 620   | Gorden Hall       |
| $5 000 Seven Card Stud         | Jan Chen        | $208 000   | Don Barton        |
| $5 000 Limit Hold'em           | Patrick Bruel   | $224 000   | Robert Redman     |
| $1 000 Ladies' Seven Card Stud | Mandy Commanda  | $40 000    | Jerri Thomas      |

## Main Event
350 stycken deltog i Main Event. Varje deltagare betalade $10 000 för att delta.

### Finalbordet
Då Scotty Nguyen slog ut både "Gentleman" Ben Robert och Jan "Valrossen" Lundberg på samma gång, bestod finalbordet endast av fem spelare.
| Placering | Namn          | Pris       |
| --------- | ------------- | ---------- |
| 1         | Scotty Nguyen | $1 000 000 |
| 2         | Kevin McBride | $687 500   |
| 3         | T.J. Cloutier | $437 500   |
| 4         | Dewey Weum    | $250 000   |
| 5         | Lee Salem     | $190 000   |